# Hägerstads distrikt
Hägerstads distrikt är ett distrikt i Kinda kommun och Östergötlands län. 
Distriktet ligger söder om Rimforsa. 

## Tidigare administrativ tillhörighet
Distriktet inrättades 2016 och utgörs av socknen Hägerstad i Kinda kommun.
Området motsvarar den omfattning Hägerstads församling hade vid årsskiftet 1999/2000.